# Pseudophasma phthisicum
Pseudophasma phthisicum is een insect uit de orde Phasmatodea en de familie Pseudophasmatidae. De wetenschappelijke naam is gepubliceerd in 1758 door Linnaeus in de tiende editie van Systema naturae. 